# (73815) 1995 VY10
(73815) 1995 VY10 – planetoida z pasa głównego asteroid okrążająca Słońce w ciągu 3,7 lat w średniej odległości 2,39 j.a. Odkryta 15 listopada 1995 roku.